# Hilary Putnam
Hilary Whitehall Putnam (31. července 1926, Chicago, Illinois — 13. března 2016 Boston, Massachusetts) byl vlivný americký matematik, logik a filosof, představitel filosofie jazyka a filosofie mysli.

## Život
Narodil se v rodině levicového překladatele a spisovatele. Do roku 1934 žila rodina ve Francii, po návratu do USA se usadila v Pittsburghu (Pensylvánie). Studoval filosofii a matematiku na University of Pennsylvania ve Filadelfii, potom na Harvardu a na University of California, kde mezi jeho učiteli byl i Rudolf Carnap a Hans Reichenbach. Po promoci roku 1951 přednášel na Northwestern University, v Princetonu a na Massachusettském technologickém institutu (MIT), kde se seznámil se svou budoucí ženou, která uprchla z Německa před nacismem. Ač byli oba vychováni jako agnostici, rozhodli se své děti vychovávat, jako kdyby byli židovská rodina, naučili se hebrejsky a přistoupili k judaismu. Roku 1955 přešli oba na Harvard, kde Putnam přednášel až do svého emeritování v roce 2000. V šedesátých letech se angažoval v hnutí proti válce ve Vietnamu a za občanská práva a po nějakou dobu byl členem radikálně levicové Pokrokové strany práce (PLP), později se však s ní rozešel.

## Myšlení
Se svými učiteli, zejména s Carnapem, se sice pod vlivem W. O. Quina rozešel a často je kritizoval, nicméně pokračoval v jejich snaze o vědecké založení filosofie v logice, ve filosofii jazyka, v teorii počítačů a ve filosofii mysli. V šedesátých letech vytvořil teorii, založenou na analogiích mezi lidským myšlením a počítači, kterou nazval "funkcionalismus". Postavil se tak proti tehdy vládnoucí "teorii identity", která soudila, že stavy mysli jsou totožné s neuronovými stavy. Proti tomu Putnam namítal, že stejné myšlenkové stavy mohou vzniknout různými způsoby, že se dají uskutečnit různými způsoby („multiple realizability“).
V osmdesátých letech ale tuto pozici opustil a kritizoval všechny pokusy odvozovat mentální stavy ze stavu mozkových neuronů. Mnoho problémů – například problém duše a těla – vzniká z falešných kategorií a z nepřesného užívání jazyka. Poznání není jen výkonem individuální mysli, nýbrž je podstatně ovlivněno „vnější“ poznávanou skutečností ("externalismus") a protože se vyjadřuje v jazyce, má nezbytně i společenskou, mezilidskou stránku. Význam nelze definovat jen pomocí logických pojmů extenze a intenze, nýbrž vzniká ve společenské komunikaci nad společně vnímanými předměty nebo tématy.
Zabýval se také filosofií matematiky, je autorem algoritmu v oblasti booleovské logiky a přispěl k důkazu nemožnosti algoritmu, který by rozhodl o řešitelnosti dané rovnice v oboru celých čísel (desátý problém Hilbertova programu z roku 1900).